# Obu Toramasa

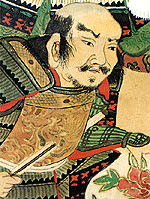
Obu Toramasa

Obu Toramasa (Japans: 飯富虎昌) (1504 - 11 november, 1565), ook bekend als de "Wilde tijger van Kai", was een samoerai uit de late Sengoku-periode. Hij verwierf faam als een van de Vierentwintig generaals van Takeda Shingen.
Obu was de mentor van Takeda Nobushige, een jongere broer van Takeda Shingen. Hij zou Shingen later verraden toen hij de kant koos van diens opstandige oudste zoon, Takeda Yoshinobu. 

## Verder lezen
Haugaard, Erik Christian. The Samurai's Tale
Akiyama Nobutomo · Amari Torayasu · Anayama Nobukimi · Baba Nobuharu · Hara Masatane · Hara Toratane · Ichijo Nobutatsu · Itagaki Nobukata · Kosaka Masanobu · Naito Masatoyo · Obata Masamori · Obata Toramori · Obu Toramasa · Oyamada Nobushige · Saigusa Moritomo · Sanada Nobutsuna · Sanada Yukitaka · Tada Mitsuyori · Takeda Nobukado · Takeda Nobushige · Tsuchiya Masatsugu · Yamagata Masakage · Yamamoto Kansuke · Yokota Takatoshi